# Зеркули
Зеркули (рос. Зеркули) — присілок в Красногородському районі Псковської області Російської Федерації.
Населення становить 30 осіб. Входить до складу муніципального утворення Красногородська волость .

## Історія
Від 2015 року входить до складу муніципального утворення Красногородська волость .

## Населення
| 2001 | 2002 | 2010 |
| ---- | ---- | ---- |
| 28   | ↗30  | ↘15  |